# Rio Comoara
O Rio Comoara é um rio da Romênia, afluente do Valea Mare, localizado no distrito de Neamţ.